# Löw (Beruf)
Als Löw wurde im Mittelalter der erste Gehilfe des Henkers bezeichnet, der meist auch nach dessen Ableben oder Absetzung den dadurch freigewordenen Posten übernahm. Die gesellschaftliche Stellung war der des Henkers gleich.
Der Name Löw (mancherorts auch Löwe) ist eine eingedeutschte Ableitung des gotischen Wortes lêvjan, was so viel wie Büttel bedeutet.